# Hirtodrosophila isatoidea
Hirtodrosophila isatoidea är en tvåvingeart som först beskrevs av Bachli 1974.  Hirtodrosophila isatoidea ingår i släktet Hirtodrosophila och familjen daggflugor. Inga underarter finns listade i Catalogue of Life.